# Borovenka, Lebedîn
Borovenka (în ucraineană Боровенька) este localitatea de reședință a comunei Borovenka din raionul Lebedîn, regiunea Sumî, Ucraina.

## Demografie
Componența lingvistică a localității Borovenka
     Ucraineană (97,44%)
     Rusă (2,08%)
     Alte limbi (0,32%)
Conform recensământului din 2001, majoritatea populației localității Borovenka era vorbitoare de ucraineană (97,44%), existând în minoritate și vorbitori de rusă (2,08%).